# Vid Cencic Cencic
Vid Cencic Cencic   (Robidišče, 9 de maig de 1933 - 22 de març de 2020) va ser un ciclista eslovè que competia sota la bandera de l'Uruguai. Va guanyar una medalla de bronze al Campionat del Món en contrarellotge per equips de 1962 i va disputar els Jocs Olímpics de Tòquio 1964.

## Palmarès
- 1962
  - Vencedor d'una etapa a la Volta a l'Uruguai
- 1965
  - Vencedor de 2 etapes a la Volta a l'Uruguai
- 1966
  - Vencedor d'una etapa a la Volta a l'Uruguai